# Berklee College of Music

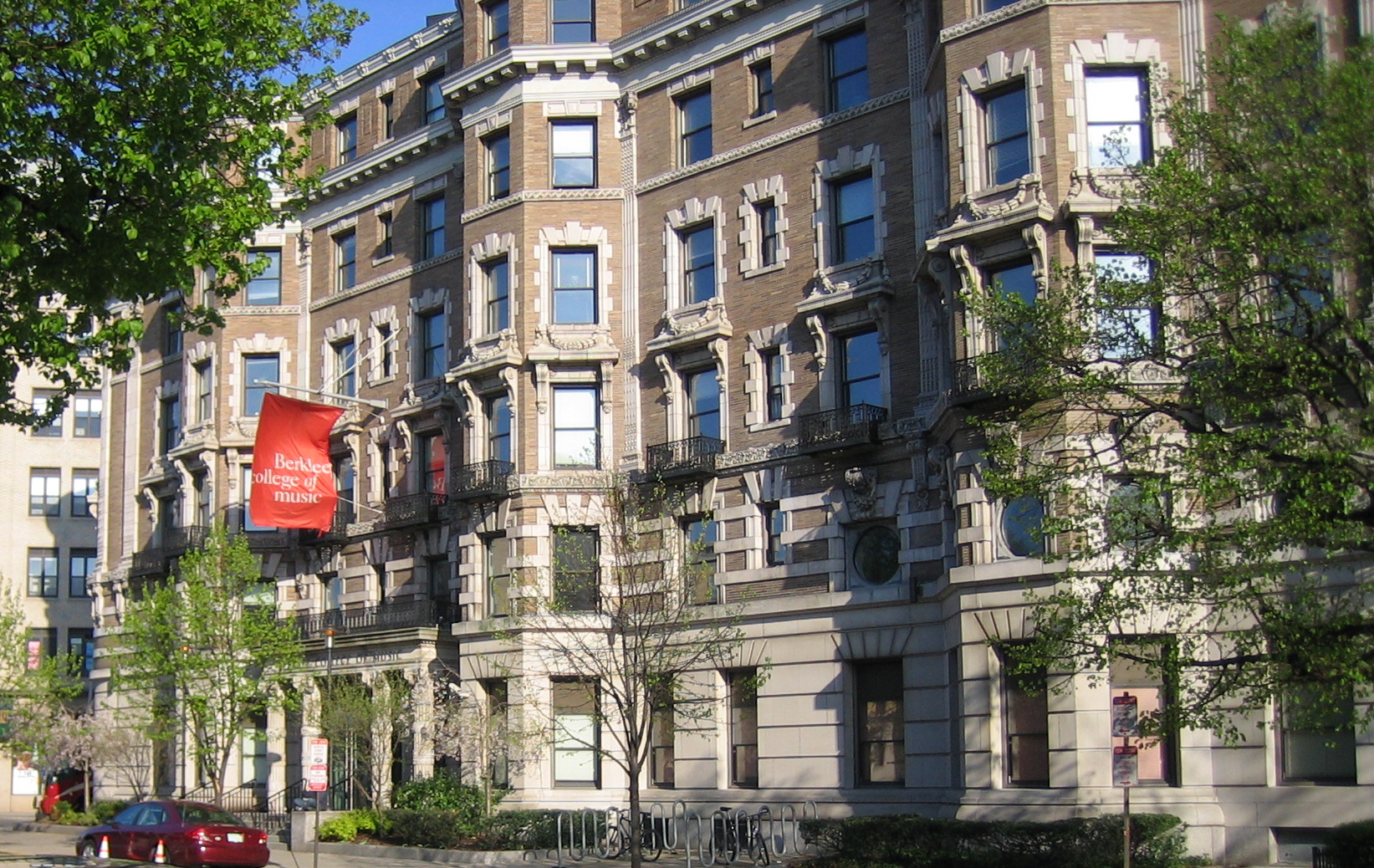
Berklee College of Music in Boston

Das Berklee College of Music ist eine private Musikhochschule in Boston, Massachusetts, mit Niederlassungen in New York City und Valencia.

## Geschichte

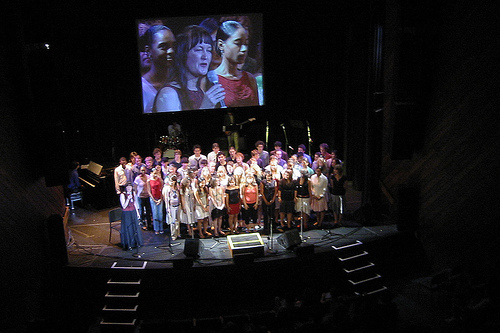
Bühne

Berklee wurde 1945 von Lawrence Berk als Schillinger House gegründet, benannt nach seinem Lehrer Joseph Schillinger. Der ursprüngliche Zweck der Schule war, das Schillinger-Kompositionssystem zu unterrichten. Nach einer Erweiterung des Lehrplans der Schule 1954 änderte Berk den Namen zu Berklee School of Music nach seinem Sohn Lee Berk und in Anspielung auf den Namen der berühmten Universität Berkeley. Bevor die Schule 1973 ihre Akkreditierung erhielt, wurde 1970 der Name zu Berklee College of Music geändert. 1979 begann die Amtszeit des Sohns des Gründers und Namensgebers, Lee Eliot Berk (1942–2023) als Präsident; sie dauerte 25 Jahre. In dieser Zeit entstanden neue Studiengänge in Filmmusik, Musikproduktion und Jazzkomposition.
Zur Zeit ihrer Gründung konzentrierten sich fast alle Musikschulen hauptsächlich auf klassische Musik; hingegen beruhte das ursprüngliche Konzept von Berklee auf dem Gedanken, eine formale Ausbildung in Jazz, seit 1962 auch in Rock und anderer populärer Musik (z. B. seit 1999 Hip-Hop und seit 2006 Rootsmusik) anzubieten. 1984 führte das Berkley College of Music den weltweit ersten Hochschulstudiengang im Bereich „Elektronische Produktion und Design“ (Musiksynthese) ein, 1992 folgte „Musikbusiness/-management“, 1996 „Musiktherapie“.
2016 fusionierte das Berklee College of Music mit dem benachbarten Boston Conservatory, das seither Boston Conservatory at Berklee heißt. Die gemeinsame Dachorganisation, die auch noch weitere Institutionen wie das 2018 entstandene Berklee Institute of Jazz and Gender Justice umfasst, die in einem (bereits 1994 aufgebauten) internationalen Netzwerk zusammenarbeiten, nennt sich einfach Berklee.

## Zahlen zu den Studierenden, den Dozenten und zum Vermögen
Im Herbst 2021 waren 4.945 Studierende am Campus Boston des Berklee College of Music eingeschrieben. Davon strebten 4.910 (99,3 %) ihren ersten Studienabschluss an, sie waren also undergraduates. Von diesen waren 2.056 (42 %) weiblich und 2.889 (58 %) männlich; 10 % bezeichneten sich als asiatisch, 8 % als schwarz/afroamerikanisch, 16 % als Hispanic/Latino, 56 % als weiß und weitere 26 % kamen aus dem Ausland. 35 (0,7 %) arbeiteten auf einen weiteren Abschluss hin, sie waren graduates. Es lehrten 734 Dozenten am Campus Boston, davon 253 in Vollzeit und 481 in Teilzeit.
2018/2019 hatte die Hochschule rund 7.000 Studenten und das jährliche Schulgeld betrug ohne Unterkunft rund 43.000 US-Dollar, wobei sich jeder Bewerber automatisch für ein Stipendium bewirbt. Berklee hat einen hohen Anteil an ausländischen Studenten; 2011 waren es über 22,8 %, die aus mehr als 70 Ländern kamen. Für das akademische Jahr 2021/2022 betrugen die Gebühren im Mittel 46.800 Dollar.

## Studiengänge
Das Berklee College bietet zwölf verschiedene Studiengänge an. Dies sind Aufführung, Komposition, Jazz-Komposition, Musik-Produktion und Technik, Filmmusik, Musikbusiness/-management, Elektronische Produktion und Design, Zeitgenössisches Schreiben und Produzieren, Musik-Ausbildung, Songwriting, Musiktherapie und Professionelle Musik.
Seit dem Herbstsemester 2006 müssen alle Studenten eine Aufnahmeprüfung bestehen. Dies ist eine Abkehr vom Grundsatz der offenen Zulassung der Schule, den sie viele Jahre lang anwandte. Die Zulassungsquote am Berklee College belief sich im Jahre 2011 auf ca. 19 %. Die Aufnahmeprüfung kann auch an Partnereinrichtungen im Ausland abgelegt werden. Für den deutschen Sprachraum ist dies an den Jazz & Rock Schulen Freiburg und in Ottobrunn bei München möglich.

## Dozenten und Ehemalige
Die Schule kann eine Vielzahl prominenter Lehrer, Mitarbeiter, Gastkünstler und ehemaliger Studierender vorweisen. Zu den Lehrern gehören oder gehörten Gary Burton, Steve Swallow, Joanne Brackeen, James Williams, Garrison Fewell und Esperanza Spalding (die dort fast alle auch studierten), zu den ersten Graduierten der Bassist Kent Carter (1964) und der Jazzgitarrist John Abercrombie (1967). Auch für unzählige Künstler, die nur für einen kürzeren Zeitraum an der Schule verweilten, wurde Berklee zu einem wichtigen Moment ihrer Karrieren, so etwa für den 26-fachen Grammy-Gewinner Quincy Jones (1933–2024) oder für die Gründungsmitglieder von Dream Theater, die sich an der Schule kennengelernt hatten.